# Cuadrivio Ediciones
Cuadrivio es un sello editorial independiente fundado en la Ciudad de México por el escritor, editor y periodista Héctor Baca en 2013.

## Línea editorial
Cuadrivio edita obras literarias en formato impreso y digital. Se especializa en la publicación de autores jóvenes y figuras consolidadas en lengua española. Es una empresa cultural que atiende las grietas que las grandes editoriales olvidan como el aforismo y la microficción; la poesía o el relato corto. Busca difundir, promover y animar el pensamiento, mediante el fomento de actividades literarias, con la finalidad de forjar un espacio que sea punto de reflexión entre la memoria y la tradición.

## Colecciones y autores
Cuadrivio tiene tres colecciones: Poesía, Narrativa y Ensayo-aforismo.
En estas colecciones se divide un catálogo de más de 100 títulos que apuesta a voces jóvenes nacionales e internacionales como Christian Peña, David Meza, Marionn Zavala, José Pulido, Irma Terrogrosa, Pablo Piceno, Daniel Bencomo, Federico Vite, Andrea Cabel, Antonio Calera-Gobret, Alejandro Soriano Valles, Tom Schulz, Elena G. Moncayo, Clyo Mendoza, Luis Reséndiz, Herson Barona, Edgar Kraus, Jezreel Salazar, Marina Porcelli, Selene Flores, Bruno Ríos y Luis Bugarini, entre otros. Además, apuntaladas por otros escritores y escritoras de reconocida trayectoria como Luis Humberto Crostwaite, Geney Beltrán Félix, Alejando Tarrab, Alberto Chimal, Cristina Rascón, Mauricio Molina, Julián Meza, Benjamín Barajas, María Baranda, Francisco Hernández, Miguel Ángel Zapata, Keijiro Suga, Leopold Federmair, Ernesto Hernández Busto, Luis Felipe Lomelí, Alejandro Magallanes, Francisco Tario, Esther Seligson,Juan Arabia y Armando González Torres.
Otra de las propuestas de la editorial es la traducción de obras fundamentales al español. Entre los títulos bilingües de Cuadrivio destaca Voces Paranoicas, del poeta italiano Eros Alesi; Canón Previo a la huida, de Tom Schulz, Agend'Ars, de Keijiro Suga; El camino imperfecto y Regreso a casa, de José Luis Peixoto.

## Premios
Entre sus premios está el Premio Internacional de Aforismo en Italia, al que se hizo acreedor el libro Breves Autopsias, de . Además ha ganado de 2013 a 2018 las coediciones con la Dirección General de Publicaciones de Secretaría de Cultura. En 2015 ganó el Programa de Apoyo a la Traducción (PRO-TRAD) 2014 para la traducción y edición de Agend'Ars. En 2016 logró la beca de Secretaría de Cultura para participar en la Feria del Libro de Fráncfort; y en 2017 la beca del Programa de Fomento a Proyectos y Coinversiones Culturales con el proyecto Esther Seligson, cuerpos a la deriva.
Además, ha conseguido las becas de apoyo a la traducción y edición Camṏes (2018) y Casa Francia (2019).
Tres títulos editados por Cuadrivio: La puerta final, de Mauricio Molina, Poetas parricidas, antología de poesía joven, y Salvar al buitre de Armando González Torres, fueron considerados por la crítica entre los mejores del año 2014; mientras que en el 2015 destacaron los títulos Cuaderno de Borneo, de Francisco Hernández, y Aerovitrales de Emmanuel Vizcaya; en 2016 Es el decir el que decide, de Armando González Torres; El Síndrome de Tourette, de Christian Peña, y Anamnesis, de Clyo Mendoza estuvieron entre los libros más destacados. Y en 2017 destacaron La sequía, de Elena Moncayo y Falsos Odiseos, de Gabriel Rodríguez Liceaga. 
Los autores de Cuadrivio, en conjunto, suman más de 100 premios nacionales e internacionales, lo que convierte al sello en una de las casas editoriales jóvenes con mayor proyección y futuro en México.